# Sukamanah (Cigalontang)
Sukamanah is een bestuurslaag in het regentschap Tasikmalaya van de provincie West-Java, Indonesië. Sukamanah telt 6436 inwoners (volkstelling 2010).